# Youssef Mohammed Al-Shihri
Youssef Mohammed Al-Shihri (5 septembre 1985 - 13 octobre 2009), également connu sous le nom de Yussef Mohammed Mubarak Al Shihri, était un islamiste de nationalité saoudienne. Il était connu pour être un ex-détenu de Guantanamo (no 114) et l'un des plus jeunes activistes détenus lors de l'invasion américaine en Afghanistan en 2001 ayant conduit à la chute du régime taliban. 

## Biographie
Il naît le 5 septembre 1985 à Riyad selon des sources américaines.
Il rejoint le mouvement taliban en Afghanistan en 2001, âgé de 16 ans. Selon les services de renseignements américains, al-Shihri aurait suivi un entraînement militaire au sein du camp Al-Farouk où furent également entraînés Abou Moussab al-Zarqaoui et Abou Hamza Al-Mouhajer. Il est arrêté par les forces américaines près de Kunduz avec l'un de ses cousins et envoyé à la prison de Shiberghan, avant d'être transféré au centre de Guantanamo le 16 janvier 2002. Il en est l'un des plus jeunes détenus. 
En novembre 2007, al-Shihri est rapatrié en Arabie saoudite après six années de détention avec 13 autres citoyens saoudiens. L'un d'eux, Said Ali al-Shihri, reprend son activité armée et devient le no 2 de la branche d'Al-Qaïda dans la péninsule Arabique. Youssef Mohammed al-Shihri est présenté comme étant le beau-frère de Said Ali pour s'être marié avec sa sœur.  
Il reprend les armes malgré le suivi d'un programme de réhabilitation de six mois et quitte l'Arabie saoudite pour le Yémen, où il devient l'un des membres de la cellule locale d'al-Qaida. Son nom figure sur la liste des 85 terroristes islamistes les plus recherchés par Riyad.

## Décès
Youssef Mohammed al-Shihri est mort le 13 octobre 2009 lors d'un violent accrochage avec les autorités saoudiennes près de la frontière entre l'Arabie saoudite et le Yémen. Fahd Saleh Suleiman al-Jutayli et Rayed Abdullah Salem Al Harbi sont également tués durant l'altercation. Les trois hommes, ceinturés d'explosifs et déguisés sous des habits féminins, circulaient à bord d'un véhicule où ont été découverts des explosifs et des armes, suggérant que ceux-ci étaient destinés à commettre un attentat imminent. 